# Allan Warren
Michael Allan Warren (ur. 26 października 1948 w Londynie) – brytyjski fotograf, pisarz i aktor.
Jego twórczość obejmuje portrety wielu osobistości z końca lat 60., 70. i 80., takie jak członkowie brytyjskiej rodziny królewskiej, wpływowi politycy i artyści z dziedziny sztuki, muzyki i literatury, a także niektóre z najważniejszych postaci swoich czasów w Hollywood.

## Życiorys
Warren rozpoczął karierę fotograficzną w 17 lat podczas sztuki Czterdzieści lat Alana Bennetta, w której występował m.in. John Gielgud  w londyńskiej dzielnicy West End w Teatrze Apollo. W tym samym czasie, Warren kupił swój pierwszy własny aparat i zaczął robić zdjęcia swoich kolegów aktorów. Jego pierwszym ważnym zadaniem było, kiedy jego przyjaciel Mickey Deans poprosił o fotografię ślubną z Judy Garland, co zapoczątkowało  karierę Warrena jako profesjonalnego fotografa. Podczas pobytu w Nowym Jorku wziął udział w castingu do zagrania w teatrze na Broadwayu. Jednak później odmówił zaproponowaną mu przez teatr rolę i wrócił do Londynu i zajął się profesjonalną fotografią.
Warren rozpoczął wtedy swoją karierę fotograficzną, podczas której wykonywał portrety znanych osobistości, w tym wielu aktorów, pisarzy, muzyków, polityków i członków brytyjskiej rodziny królewskiej.

## Wybrane portrety fotograficzne

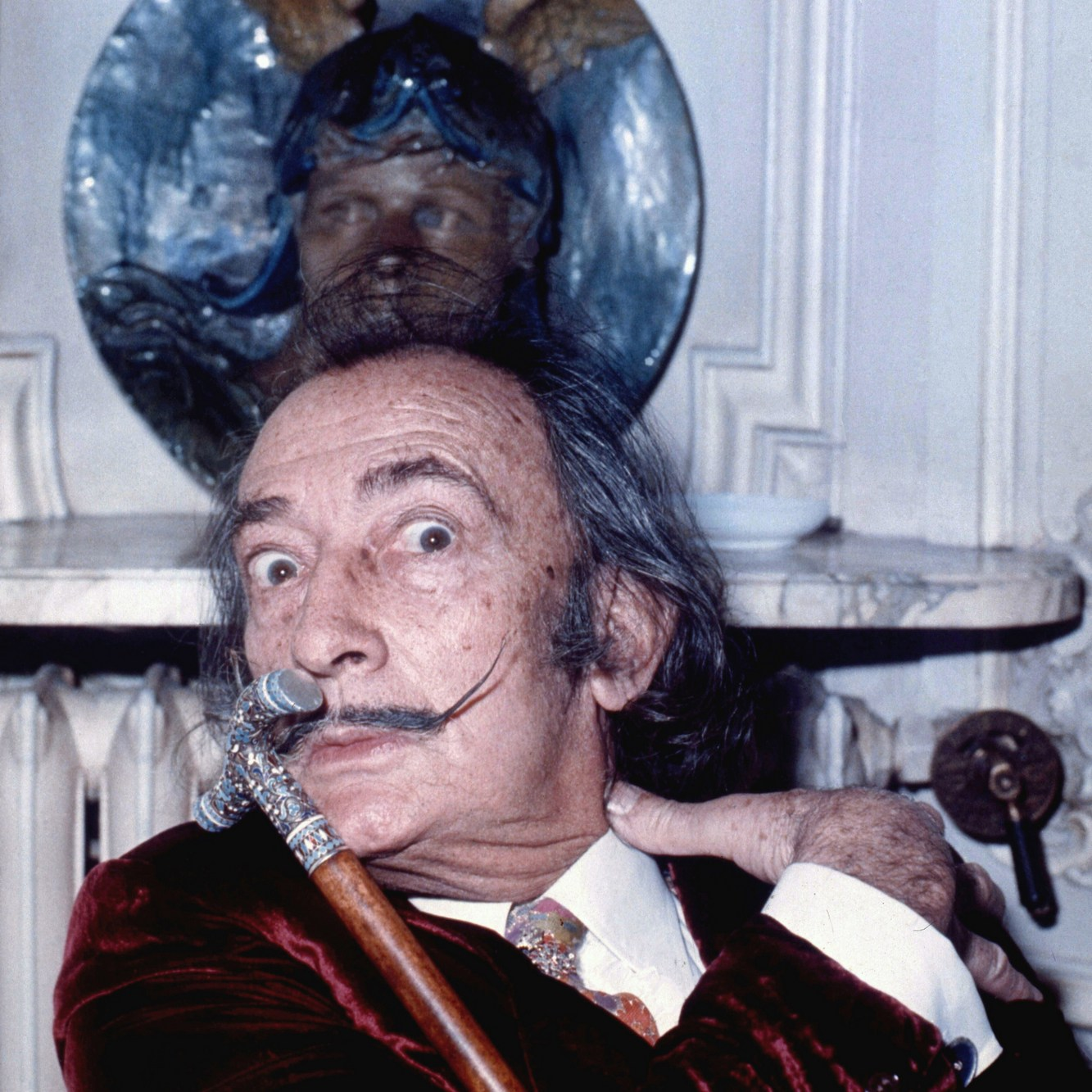
Salvador Dalí
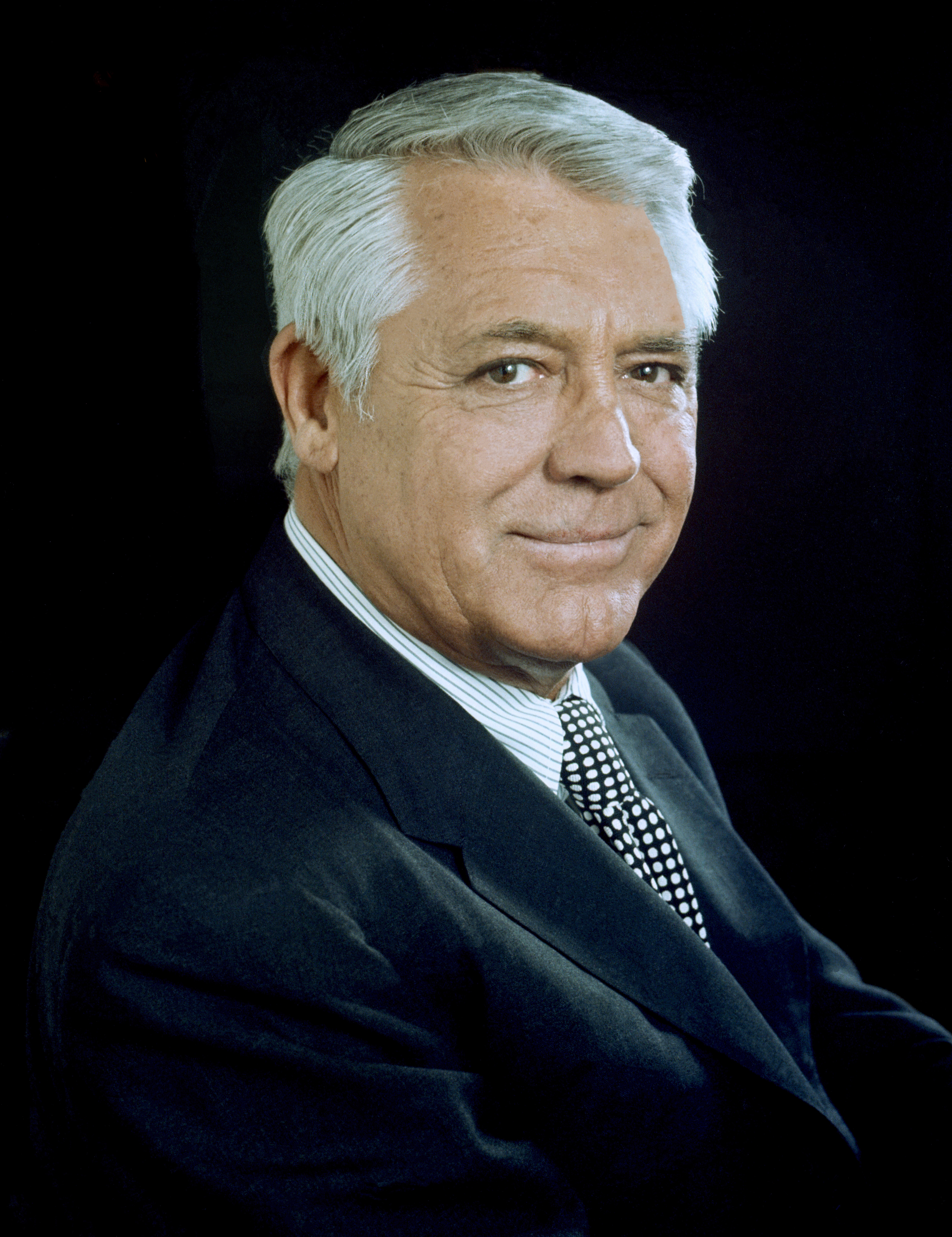
Cary Grant
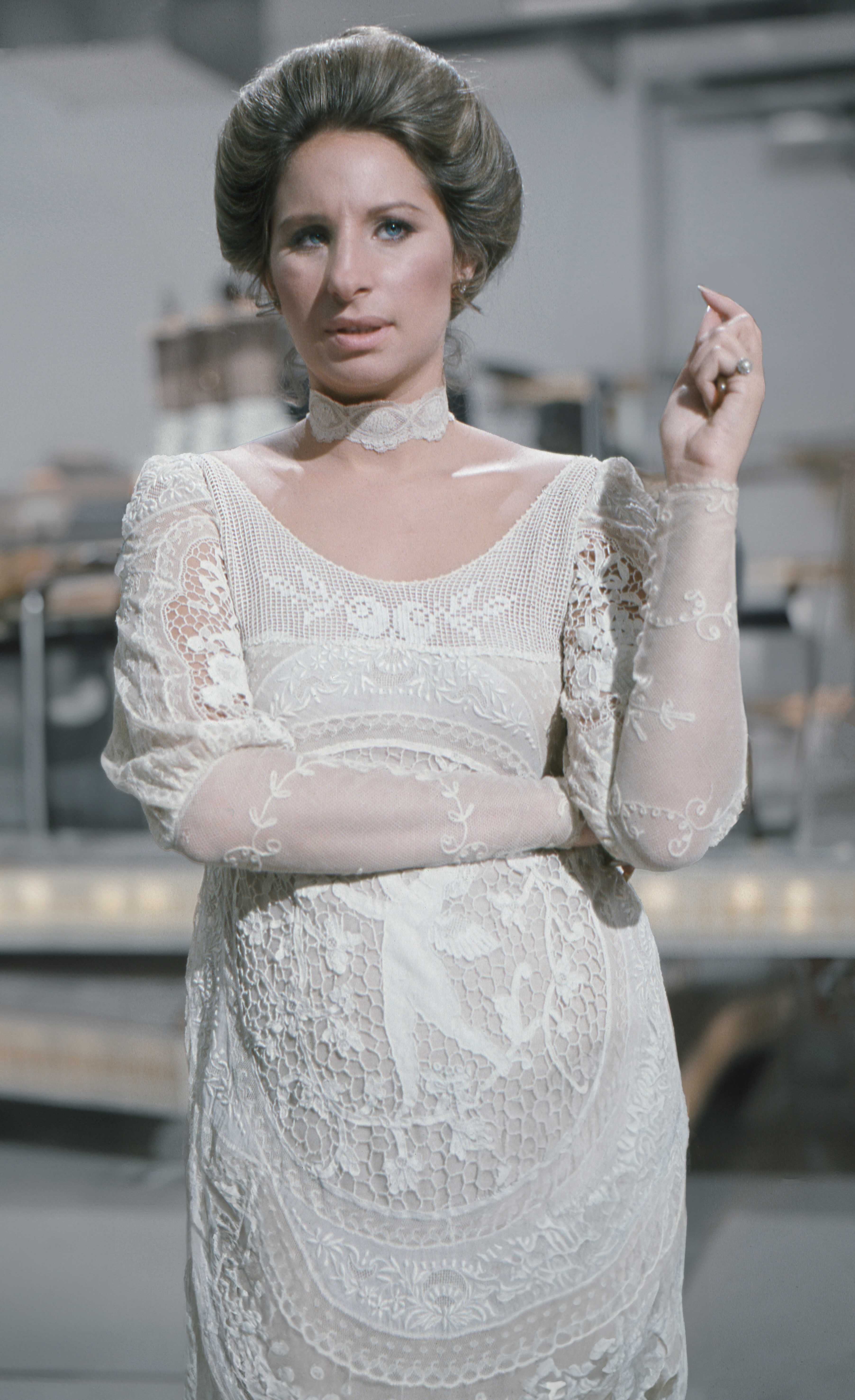
Barbra Streisand
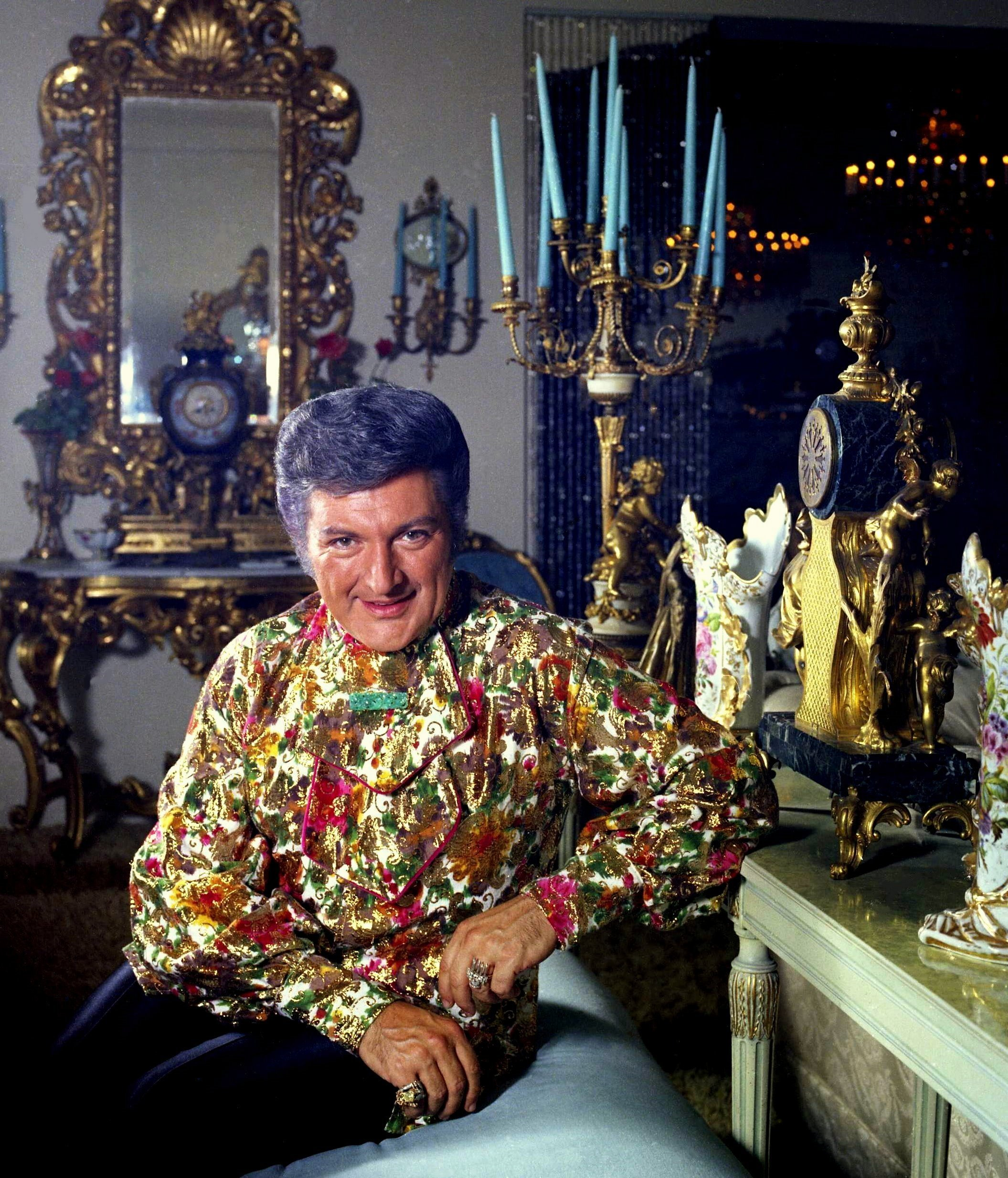
Liberace
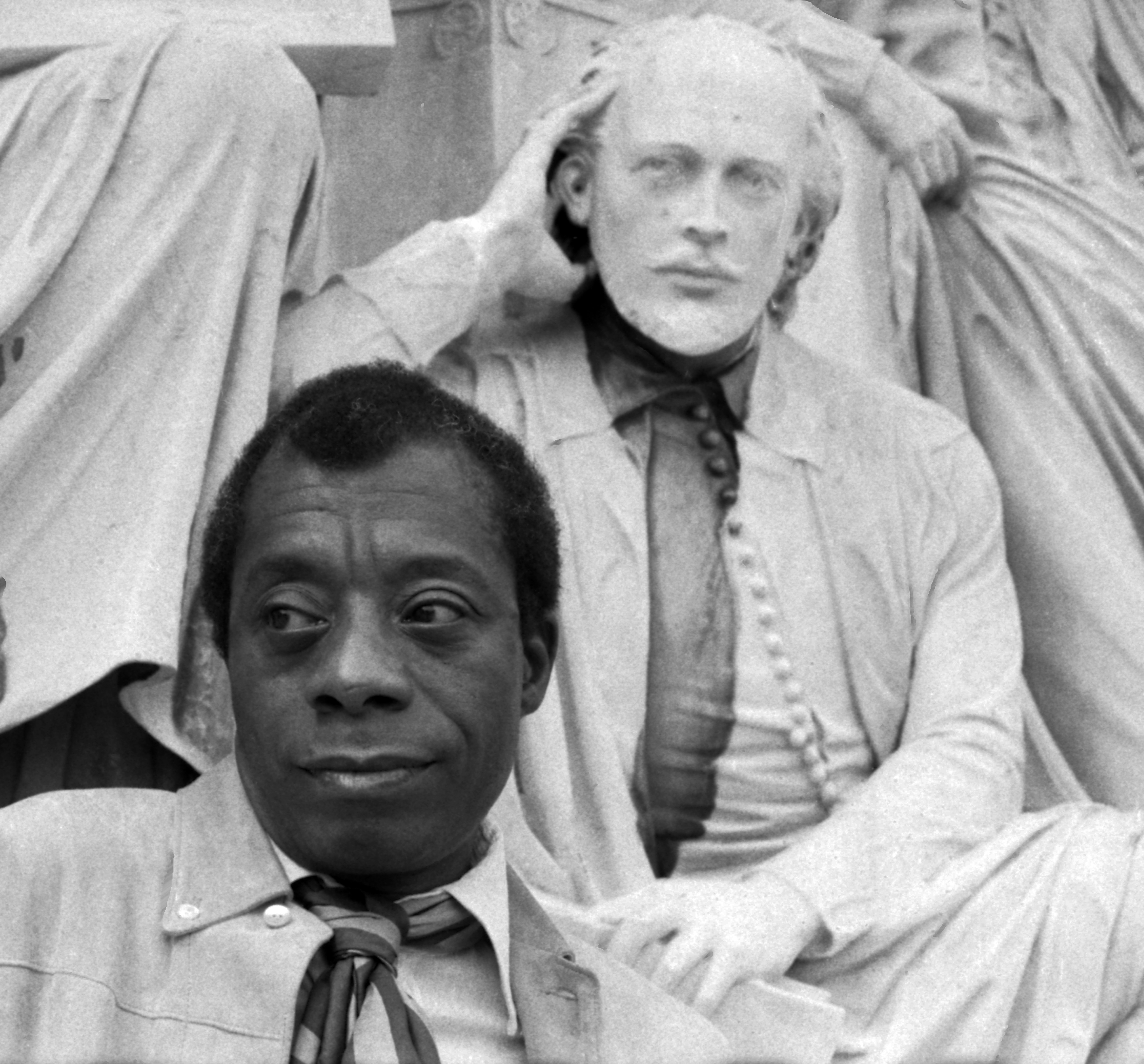
James Baldwin
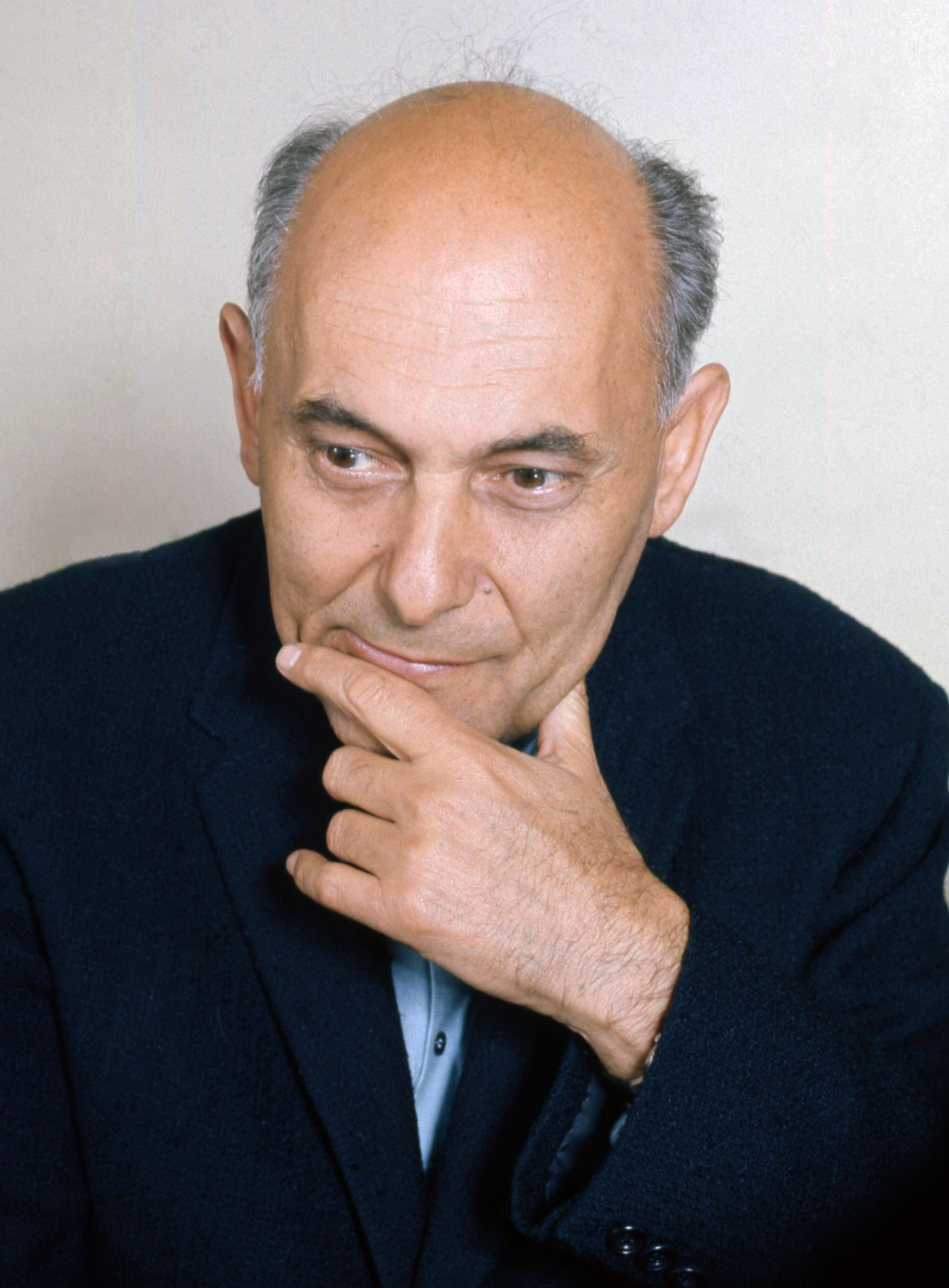
Georg Solti
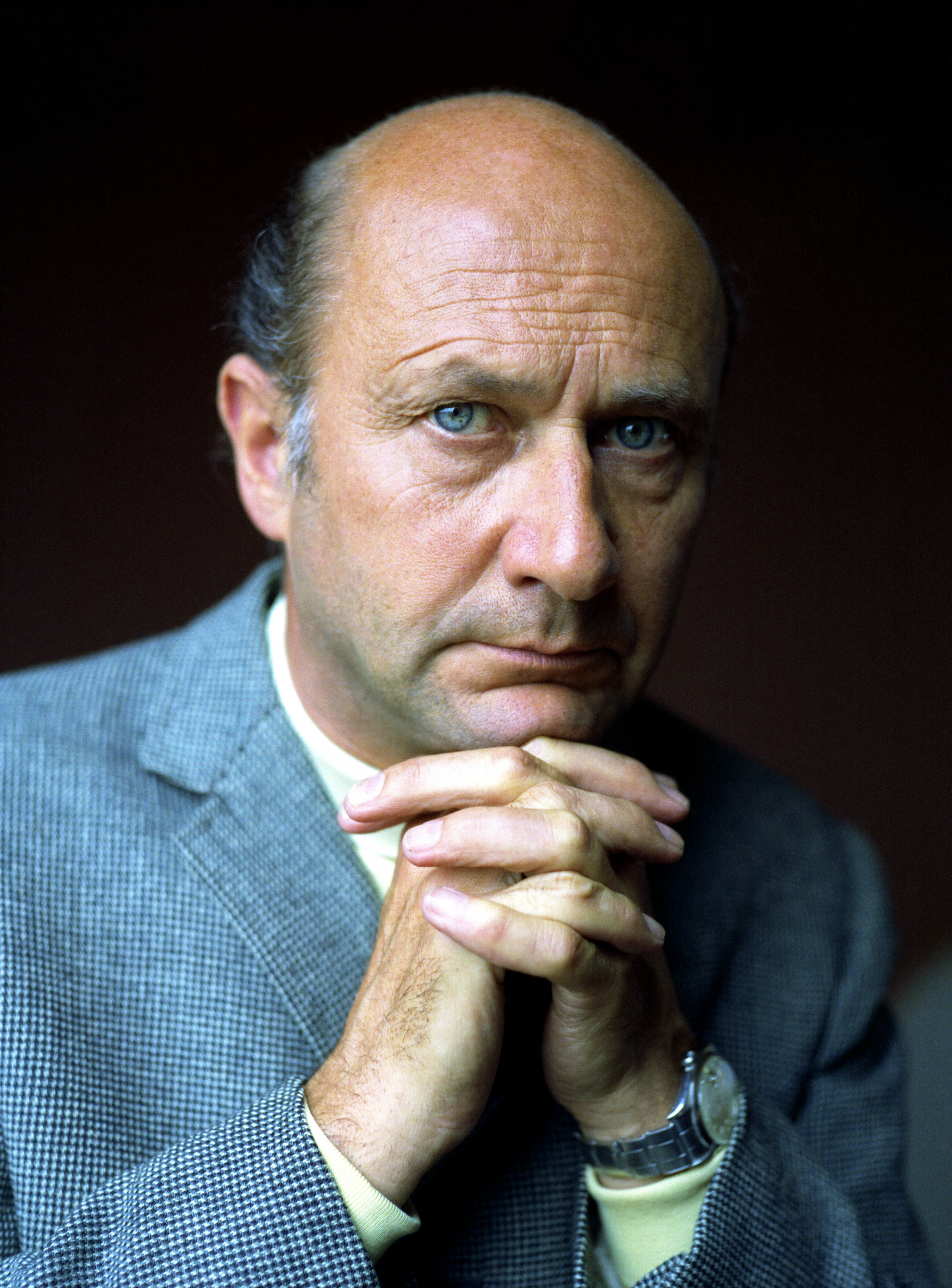
Donald Pleasence
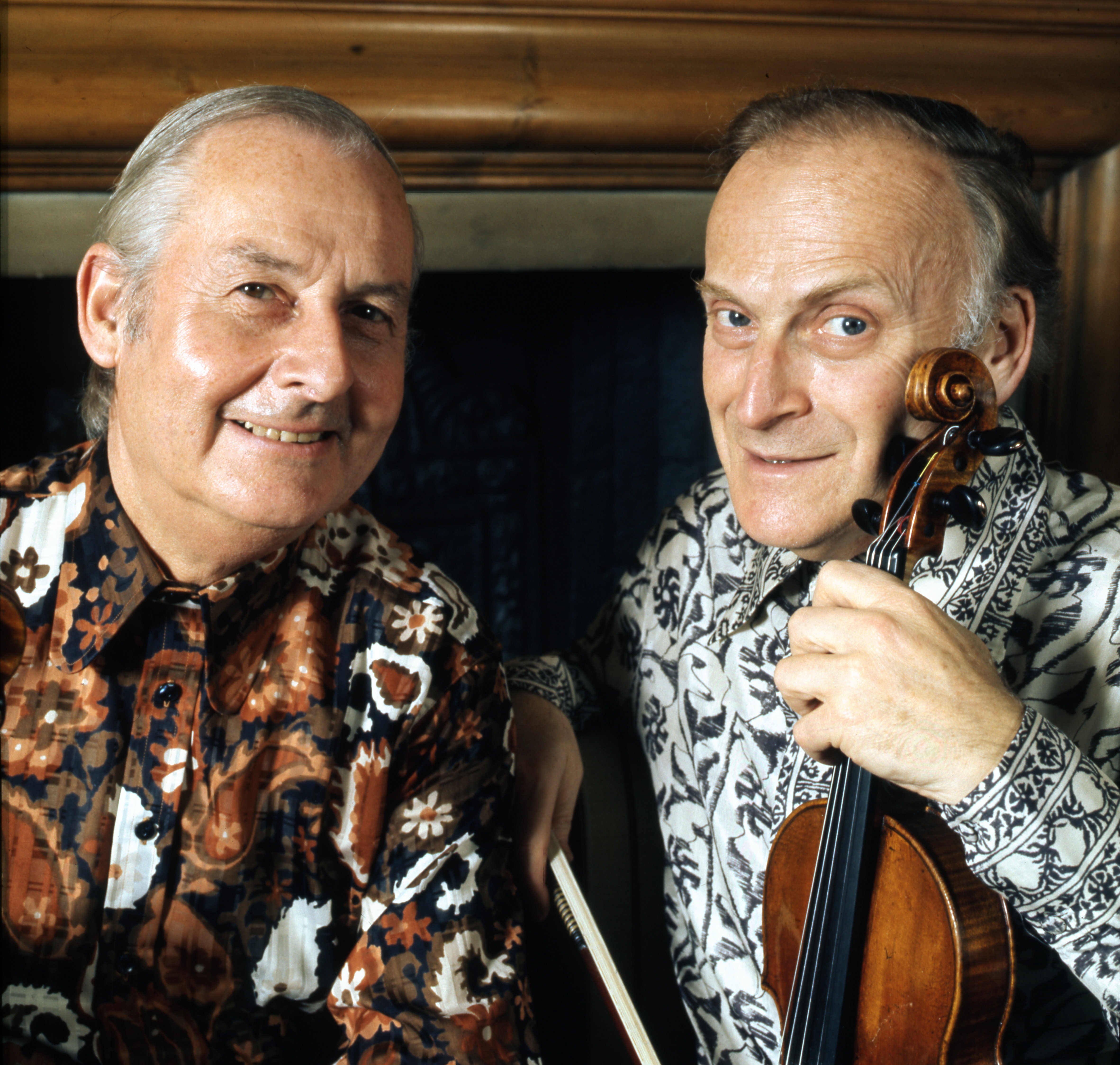
Yehudi Menuhin i Stéphane Grappelli
Alec Guinness
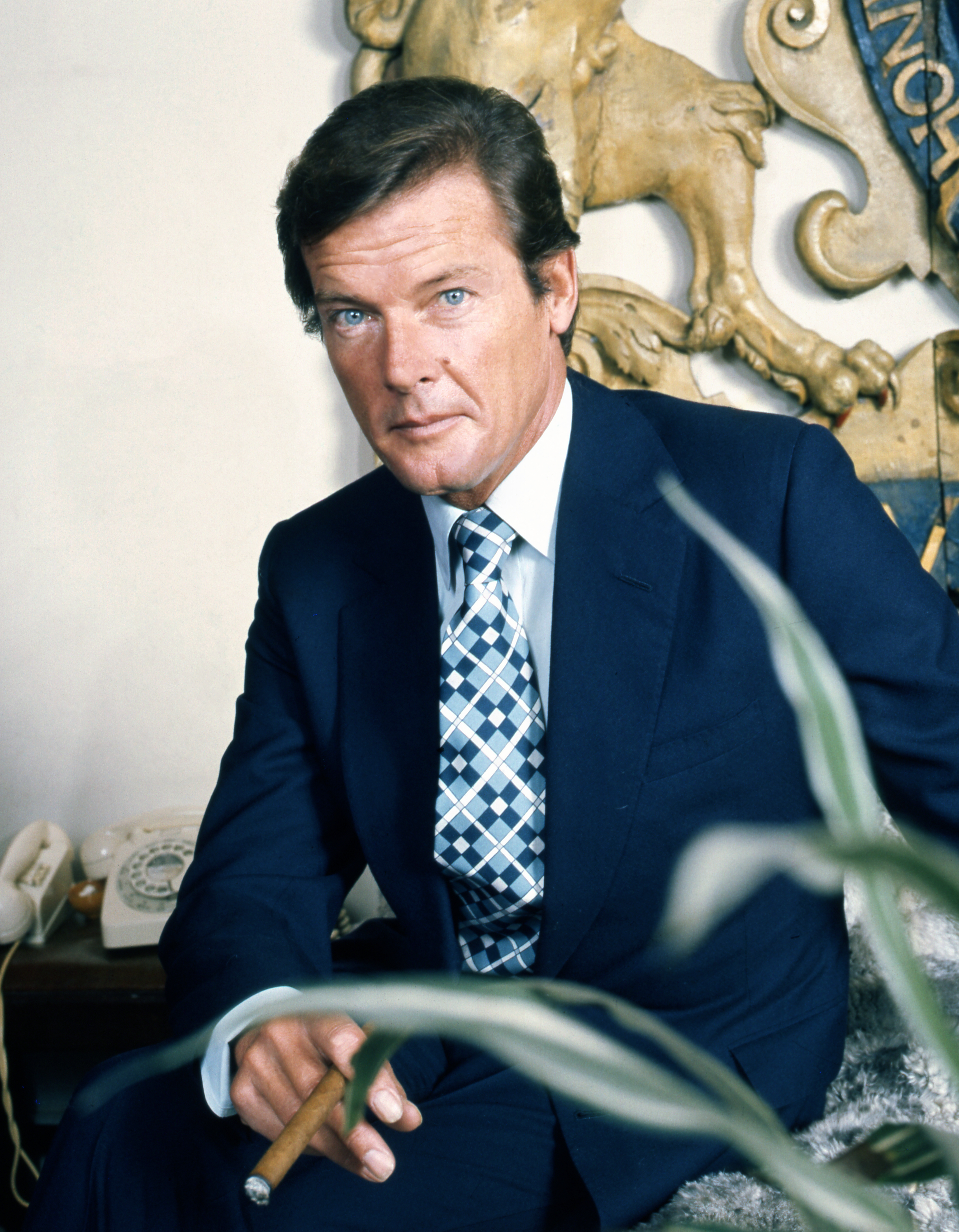
Roger Moore
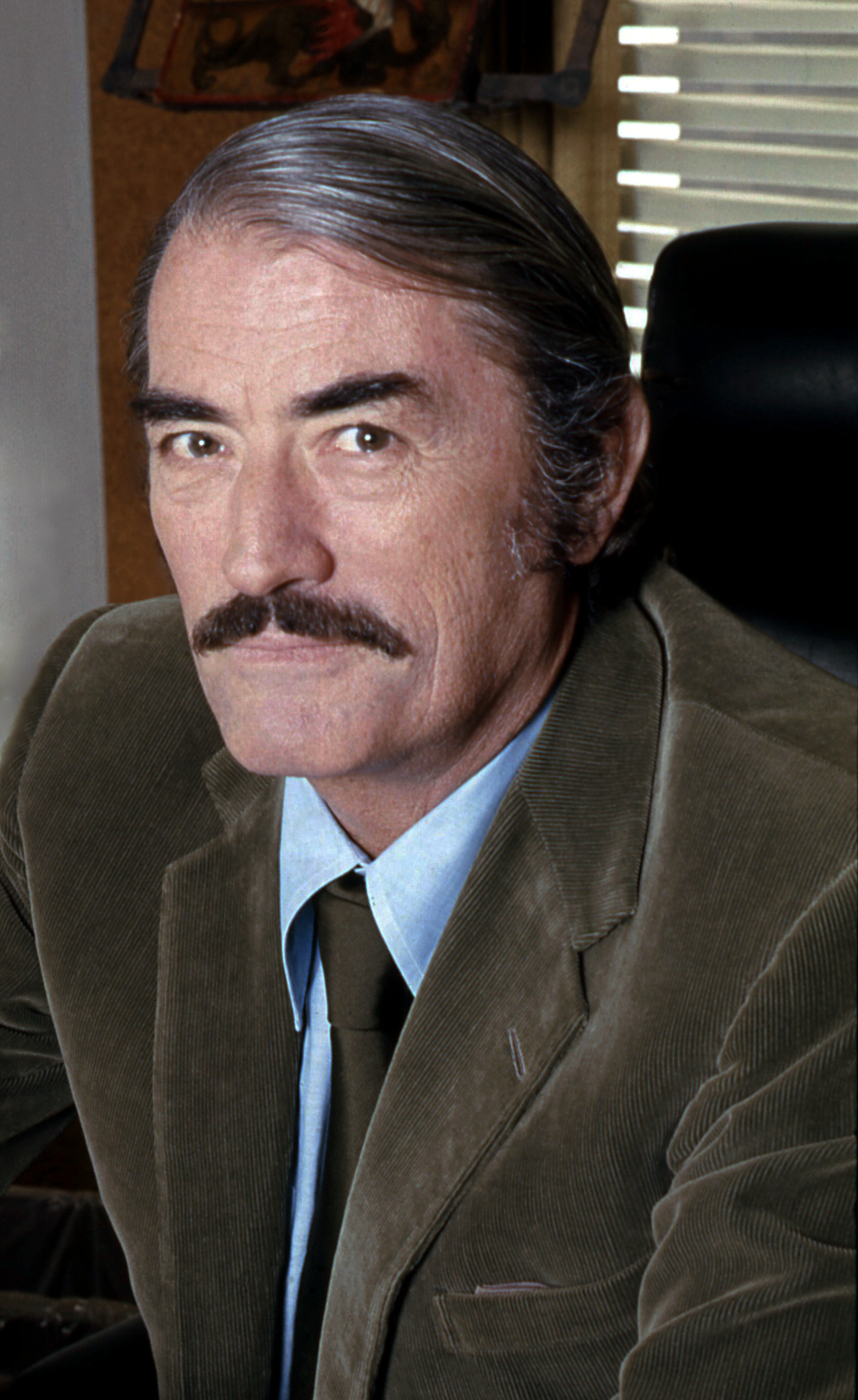
Gregory Peck

## Publikacje
- Nobs & Nosh - Eating with the Beautiful People, 1974
- Confessions of a Society Photographer, 1976
- The Dukes of Britain, 1986
- Dukes, Queens and Other Stories, 1999
- Strangers in the Buff, August 2007
- Carpet Dwellers, Oktober 2007